# 1581
Відродження •  Реформація •  Доба великих географічних відкриттів •  Ганза •  Річ Посполита •  Нідерландська революція •  Релігійні війни у Франції

## Геополітична ситуація
Османську державу очолює Мурад III (до 1595). Імператором Священної Римської імперії є Рудольф II (до 1612). У Франції королює Генріх III Валуа (до 1589).
Королем Іспанії, Португалії, частини Італії та півдня Нідерландів є Філіп II Розсудливий (до 1598). Північні провінції Нідерландів оголосили незалежність. Північна Італія за винятком Венеціанської республіки належить Священній Римській імперії.
Королевою Англії є Єлизавета I (до 1603). Король Данії та Норвегії — Фредерік II (до 1588). Король Швеції — Юхан III (до 1592). Королем Богемії та Угорщини є імператор Рудольф II (до 1608).
Королями Речі Посполитої, якій належать українські землі, є Стефан Баторій та Анна Ягеллонка.
У Московії править Іван IV Грозний (до 1584). Існують Кримське ханство, Ногайська орда. Єгиптом володіють турки. Шахом Ірану є сефевід Мухаммад Худабенде.
У Китаї править династія Мін. Значними державами Індостану є Імперія Великих Моголів, Біджапурський султанат, Віджаянагара. В Японії триває період Адзуті-Момояма.
Триває підкорення Америки європейцями. На завойованих землях існують віцекоролівства Нова Іспанія та Нова Кастилія. Португальці освоюють Бразилію.

## Події

### В Україні
- 5 травня в місті Острог вийшла друком Острозька Біблія — перше повне друковане видання всіх книг Святого Письма церковно-слов'янською мовою, здійснене друкарем Іваном Федоровим, заходами князя Костянтина Острозького.
- Перша писемна згадка про села Чернилівка (нині Підволочиського району Тернопільської області та Хмелівку — сучасний Теребовлянський район.
- Гетьманом Запорозьким став Самійло Зборовський.

### У світі
- Лівонська війна:

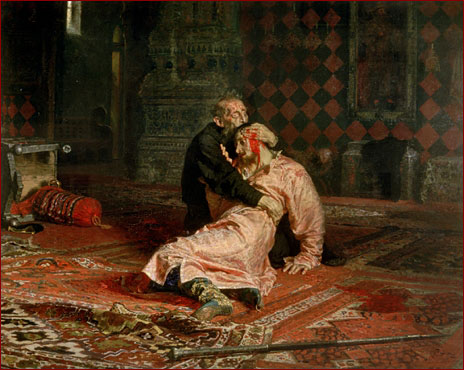
Іван Грозний вбиває свого сина. картина Іллі Репіна.

  - Війська короля Речі Посполитої Стефана Баторія взяли в облогу Псков.
  - Шведський найманець Понтус Делагарді відбив у московитів Нарву.
- 1 вересня отаман донських козаків Єрмак Тимофійович із загоном з 840 чоловіків почав похід на завоювання Сибіру.
- 16 листопада в Олександрівській Слободі під Москвою московський цар Іван Грозний ударив палицею із залізним наконечником свого сина Івана, спадкоємця престолу, який від удару в скроню помер.
- 4 квітня англійська королева Єлизавета I посвятила в лицарі Френсіса Дрейка, мореплавця і пірата.
- Англійський парламент наклав суворі штрафи за сповідування католицизму.
- 26 липня сім бунтівних північних провінцій Нідерландів, що утворили Утрехтську унію, проголосили Акт про зречення, офіційно відмовившись визнавати своїм правителем іспанського короля Філіпа II. Своїм новим правителем вони обрали герцога Анжуйського Франциска, брата французького короля. Заборонено сповідування католицизму.
- Португальські кортеси проголосили іспанського монарха Філіпа ІІ королем Португалії.
- Іспанія уклала перемир'я на три роки з Туреччиною.
- Фінляндія отримала статус Великого князівства Фінляндського у складі Шведської імперії.
- Акбар Великий захопив Кабул.
- У Японії війська Оди Нобунаґи вторглися в провінцію Іґа, відому своїми ніндзя.

## Народились
Див. також: Категорія:Народились 1581

## Померли
Див. також: Категорія:Померли 1581